# Immortale Dei

Wappen Leos XIII.

Mit der Enzyklika Immortale Dei  (Das unsterbliche [Werk] Gottes; ASS XVIII, S. 161 ff.) vom 1. November  (Allerheiligen) 1885 hat Papst Leo XIII.  die Lehre vom „Wahren Staat“ in komprimierter Form zusammengefasst.

## Über die christliche Staatsverfassung
Bereits mit der Enzyklika Diuturnum illud vom 29. Juni 1881 erklärte Leo XIII. die „höchste Würde im Bereich des Staatswesens“ entstamme dem Naturgesetz. Er setzte die Reihe der päpstlichen Verdammungsurteile über die Religionsfreiheit in seiner Enzyklika Immortale Dei mit unverminderter Heftigkeit fort.

### Themenbereiche
- Die Kirche – Erzieherin der Völker
- Die Kirche – nicht Feind des Staates
- Evangelium – die beste Staatslehre
- Autorität und Staat haben Gott zum Urheber
- Nicht Staatsform entscheidet, sondern Gehorsam gegen Gott
- Gehorsam gegen die Obrigkeit ist in jeder Staatsform geboten
- Staat und Gesellschaft zur Gottesverehrung verpflichtet
- Wahre, von Gott gestiftete Religion nur in der Kirche zu finden
- Kirche repräsentiert die vollkommene Gesellschaft
- Kirche existiert und handelt aus eigenem Recht
- Zwei Gewalten von Gott eingesetzt
- Zwischen den Gewalten muss Eintracht herrschen
- Blütezeit des Staates war Blütezeit der Kirche
- Renaissance und Aufklärung brachten Verwirrung
- Kirchenfeindliche Natur eines derartigen Staates
- Lehre von der Volkssouveränität ist zu verurteilen
- Meinungs- und Pressefreiheit Quelle des Bösen
- Liberaler Staat im Irrtum

## Zur Frage der Toleranz
Obwohl die Lehre der Kirche in neuerer Zeit diese Position in mancher Hinsicht modifiziert hatte, war sie doch prinzipiell nie von ihr abgerückt. Papst Leo XIII. verurteilte in seiner Enzyklika die Lehre von der Freiheit der Religion als ein naturgegebenes Recht und sprach über das Tolerieren anderer Religionen als von einem Übel, das man (notgedrungen) zu akzeptieren habe, aber eben nur unter bestimmten gegebenen Umständen. Die Kirche könne Gewissensfreiheit, Meinungs- und Religionsfreiheit als „perverse Verstöße gegen das christliche Recht und das Naturrecht nicht ertragen“. Es handle sich um „zügellose liberale Theorien“.

### Die sozialen Abstufungen und die Rechte des Staates
Im Hinblick auf dieses organische Zusammenwirken für Ruhe und Ordnung schreibt die katholische Lehre dem Staat die Würde und die Autorität eines wachsamen und weitblickenden Verteidigers der göttlichen und menschlichen Rechte zu, die von der Heiligen Schrift und von den Kirchenvätern so oft betont werden. In seinem  Rundschreiben weist Leo XIII. besonders auf jenes über die Staatsgewalt und jenes über die christliche Staatsverfassung hin. Hier findet der Katholik die klaren Grundsätze der Vernunft und des Glaubens, die ihn befähigen sollen, sich gegen das Irrige und Gefährliche der kommunistischen Staatsauffassung zu schützen.  Der Schöpfer selbst hat dieses wechselseitige Verhältnis in seinen Grundsätzen geregelt, und es ist eine ungerechte Anmaßung, wenn der Kommunismus es sich herausnimmt, an die Stelle des göttlichen Gesetzes, das sich auf die unveränderlichen Grundsätze der Wahrheit und der Liebe gründet, zu treten.

## Leo XIII. und die Moderne
Unter dem Begriff Moderne versteht man gewöhnlich die sogenannten „Grundsatzerklärungen von 1789“ mit den aus ihnen abgeleiteten politischen Ideologien: Sozialismus, Laizismus, Demokratie und Liberalismus. Bei genauerem Hinsehen jedoch lassen sich zwei Perioden unterscheiden: eine, während der die Moderne vorwiegend in kultureller und daher noch ziemlich elitärer Gestalt in Erscheinung tritt, um dann in einer zweiten Periode zum Massenphänomen zu werden. Im Zentrum des Überganges zwischen den zwei Epochen der Moderne steht der Industrialisierungsprozess, der dazu führte, dass unter den bis dahin „christlichen“ Massen die „Apostasie“ (der Glaubensabfall) bzw. die „Zügellosigkeit“, wie es einige intransigente Zeitdokumente formulierten, um sich griff.

### Eine Enzyklika zwischen Moderne und Industrialisierung
Leo XIII. bekam es nun mit dem „massenweisen Abfall von der Kirche“ zu tun, da im letzten Drittel des 19. Jahrhunderts der Industrialisierungsprozess die alten Gleichgewichte erschütterte und an der Peripherie der Industriestädte große Massen kämpferischer Gruppen unter den Bannern des Sozialismus oder des Anarchismus versammelte.

### Die Industrialisierung
Die Kirche konnte sich auf Verhandlungen mit den Staaten beschränken. Seitdem jedoch die Industrielle Revolution die Bauern von den Feldern in die städtischen Fabriken rief und die modernen Ideologien Überzeugungen und Lebensformen anboten, die im Gegensatz zur herkömmlichen Religion standen, nahm die Moderne ein immer bedrohlicheres Aussehen an. Dieser Moderne sah sich Leo XIII. gegenüber: Es war die Moderne, die nicht nur angekündigt, sondern reale Wirklichkeit geworden war; über die nicht nur theoretisiert wurde, sondern die konkrete Gestalt angenommen hatte; die Moderne, die nicht nur in Büchern dargestellt, in Gesprächszirkeln erörtert und in einigen Gesetzen berücksichtigt wurde, sondern auch in den Fabriken und auf den Straßen und Plätzen gegenwärtig war.

### Kirchliche Auseinandersetzung
Leo XIII. ersparte der Kirche nicht die Auseinandersetzung. Er nahm sie schrittweise auf, und zwar nicht nur auf negative, sondern nach und nach auch auf positive Weise, und führte die Kirche in einen schwierigen Richtungswechsel: von der Verurteilung zum Angebot, vom empörten Rückzug zum überzeugten Engagement, vom Erdulden der Geschehnisse zu ihrer Leitung. In der Enzyklika  erkennt man den Einsatz und den Ansporn für eine „christliche Moderne“.

## Rezeption
In der Zentrumspartei berief man sich immer wieder auf die Enzyklika, um zu belegen, dass vom Papst „in feierlichster Form anerkannt wird, dass der Staat auf seinem Gebiete die höchste Gewalt ist und die staatlichen Fragen selbständig zu entscheiden hat“, wie Adolf Gröber am 14. Dezember 1910 im Reichstag formulierte, um den Vorwurf der Liberalen zu widerlegen, „dass die Entscheidung des Oberhauptes der katholischen Kirche auf alle möglichen Fragen sich beziehen könne“. In der liberalen Presse wurde Gröber eine bewusste „Irreführung“ vorgeworfen: Die Enzyklika  habe „die mittelalterliche Lehre von der Unterordnung des Staates unter die Kirche“ nicht außer Kraft gesetzt.